# 莱恩·福兰克林
萊恩·福蘭克林（Ryan Ray Franklin，1973年3月5日—）出生於美國阿肯色州史密斯堡，是美國職棒大聯盟聖路易紅雀的中繼投手。

## 早年生活
福蘭克林出生於阿肯色州的史密斯堡，在俄克拉荷馬州的斯皮羅長大。1991年他從高中畢業，並入選全州最佳陣容。之後他進入大學，在兩年的時間里投出驚人的20勝0敗的成績。

## 棒球生涯
福蘭克林在1992年美國職棒大聯盟選秀上被西雅圖水手於第23輪選中，但他選擇回到學校。一年之後他和球隊簽約。
在2001年福蘭克林在大聯盟第一個完整賽季之後，接下來的四個賽季他都作為球隊的先發投手，投出23勝44敗的成績。其中他在2003年被擊出34支全壘打，為聯盟最高。
2005年賽季後，福蘭克林成為自由球員。2006年1月13日他和費城費城人簽下為期1年250萬美元的合同。2006年起他回到中繼投手的身份。8月7日他被交易到辛辛那提紅人。
2007年福蘭克林來到了聖路易紅雀。他從2008年開始成為球隊的終結者。2009年是福蘭克林職業生涯迄今為止投得最好的一個賽季，這一年他防禦率僅為1.92，拿到38次救援成功，並首次入選全明星賽。
2011年12月9日，正式引退。

### 奧運會
2000年福蘭克林代表美國棒球隊參加了悉尼奧運會，並最終拿到金牌，這是美國隊首次也是唯一一次拿到奧運會棒球項目的金牌。福蘭克林一共出場4次，拿到3勝0敗的成績。

### 使用類固醇
2005年8月2日，福蘭克林被檢測出使用類固醇，因此被禁賽10天。這是大聯盟歷史上第八位，也是水手隊史上第二位被檢測出使用類固醇的球員。2007年他還被列入米歇爾報告中的一員。

## 私人生活
福蘭克林和他的妻子安琪·隆貝格（Angie Romberg）擁有三個小孩：洛根、提根和凱琳。他們生活在俄克拉何馬州的肖尼，在老家斯皮羅還擁有一座農場。

## 外部鏈接
- 球員資訊和成績在MLB，ESPN，Baseball-Reference，Fangraphs，The Baseball Cube，Baseball-Reference (Minors)（英文）
- 萊恩·福蘭克林的資料和數據 - Sports-Reference.com